# Laja, Bolivia

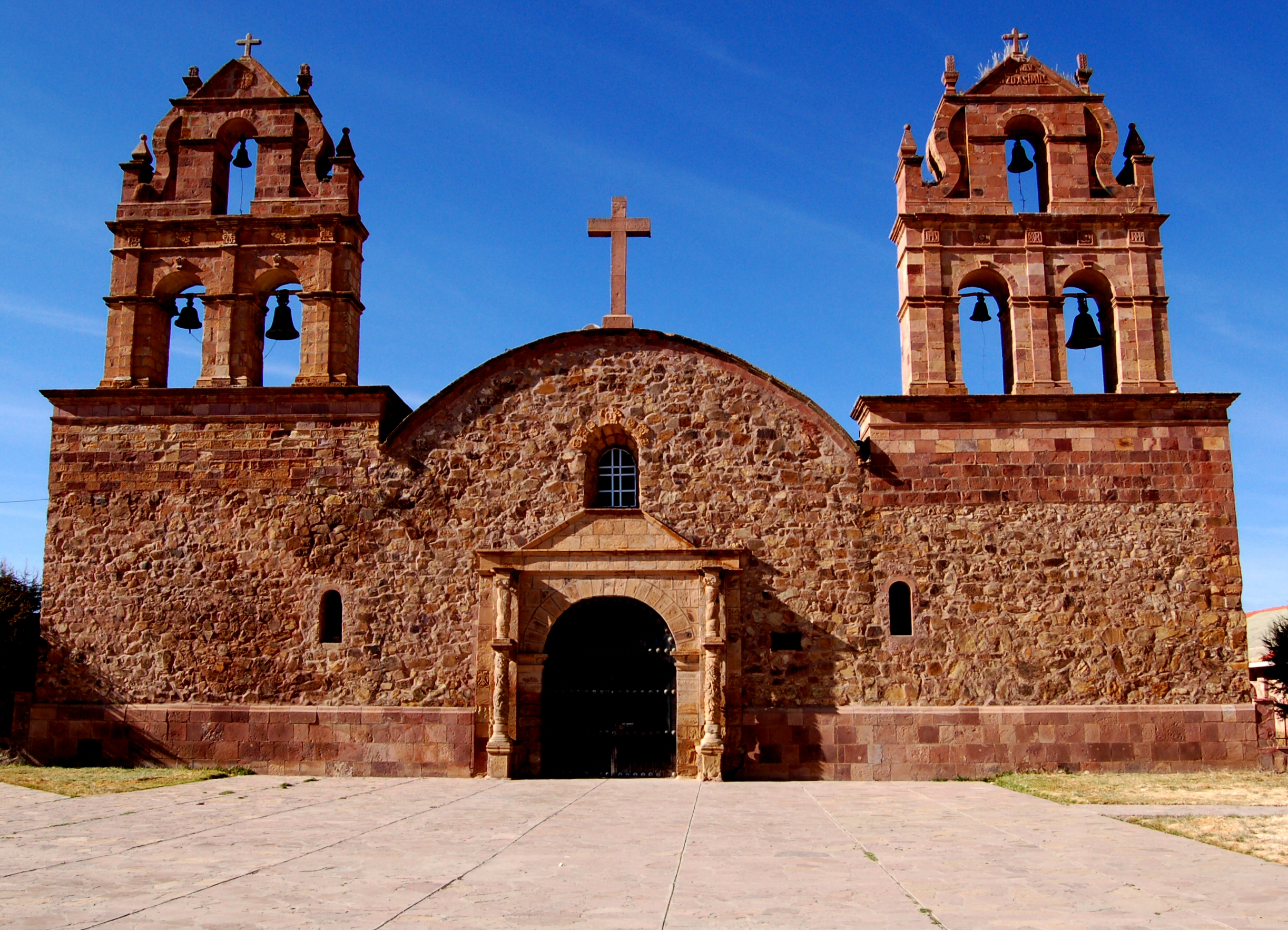
Kyrka i Laja.

Laja är  en ort i den bolivianska provinsen Los Andes i departementet La Paz.